# Гов (округ, Канзас)
Шаблон:StateAbbr_ 38°55′12″ пн. ш. 100°29′48″ зх. д. / 38.92° пн. ш. 100.49666666667° зх. д.
Гов (англ. Gove County) — округ (графство) у штаті Канзас, США. Ідентифікатор округу 20063.

## Історія
Округ утворений 1868 року.

## Демографія
За даними перепису
2000 року
загальне населення округу становило 3068 осіб, усе сільське.
Серед мешканців округу чоловіків було 1496, а жінок — 1572. В окрузі було 1245 домогосподарств, 861 родин, які мешкали в 1423 будинках.
Середній розмір родини становив 3,01.
Віковий розподіл населення поданий у таблиці:
| Стать    | До 15 років | 15-21 | 22-29 | 30-39 | 40-49 | 50-65 | 65-85 | Понад 85 |
| -------- | ----------- | ----- | ----- | ----- | ----- | ----- | ----- | -------- |
| Чоловіки | 321         | 147   | 91    | 166   | 233   | 250   | 254   | 34       |
| Жінки    | 325         | 121   | 75    | 161   | 226   | 256   | 310   | 98       |

## Суміжні округи
- Шерідан — північ
- Грем — північний схід
- Трего — схід
- Несс — південний схід
- Лейн — південь
- Скотт — південний захід
- Логан — захід
- Томас — північний захід

## Виноски
1. ↑  U.S. Decennial Census. United States Census Bureau. Архів оригіналу за 26 квітня 2015. Процитовано 24 липня 2014.
2. ↑  Historical Census Browser. University of Virginia Library. Архів оригіналу за 11 серпня 2012. Процитовано 24 липня 2014.
3. ↑  Population of Counties by Decennial Census: 1900 to 1990. United States Census Bureau. Архів оригіналу за 5 червня 2019. Процитовано 24 липня 2014.
4. ↑  Census 2000 PHC-T-4. Ranking Tables for Counties: 1990 and 2000 (PDF). United States Census Bureau. Архів оригіналу (PDF) за 18 грудня 2014. Процитовано 24 липня 2014.
5. ↑  State & County QuickFacts. United States Census Bureau. Архів оригіналу за 6 серпня 2011. Процитовано 24 липня 2014.(англ.) Наведено за англійською вікіпедією.
6. ↑  American FactFinder. Бюро перепису населення США. Архів оригіналу за 21 травня 2008. Процитовано 31 січня 2008.

| США | Це незавершена стаття з географії США. Ви можете допомогти проєкту, виправивши або дописавши її. |